# Административное деление БССР на 1 января 1926 года

## БССР. 1 января 1926 года
Делилась на округа и районы
- общее число округов — 10
- общее число районов — 100
- центр БССР — город Минск
- вновь образованы (или вошли в состав)

1. Витебский округ — из РСФСР
2. Могилёвский округ
3. Оршанский округ
4. Полоцкий округ

- упразднены:

1. Игуменский округ

- список округов (в скобках — число районов):

1. Бобруйский (12)
2. Борисовский (9)
3. Витебский (12)
4. Калининский (центр — Климовичи, 10)
5. Минский (11)
6. Могилёвский (10)
7. Мозырский (10)
8. Оршанский (10)
9. Полоцкий (9)
10. Слуцкий (7)